# Revaz Rogava
Revaz Rogava (in georgiano რევაზ როგავა?; Tbilisi, 1º febbraio 1993) è un cestista georgiano.

## Palmarès
- Campionato georgiano: 2

MIA Academy: 2012-13, 2014-15